# William Hendriksen
William Hendriksen (18. listopadu 1900 – 12. ledna 1982) byl americký reformovaný teolog nizozemského původu, badatel Nového zákona a autor komentářů k biblickým knihám.
V letech 1942–1952 působil jako profesor Nového zákona na Calvin Theological Seminary v Michiganu. Byl duchovním Křesťanské reformované církve (Christian Reformed Church). Podílel se na překladu bible New International Version.
Česky vyšel jeho komentář ke knize Zjevení Janovo pod názvem Více než vítězové (2022, angl. 1940).